# Leo Baeck Institute Yearbook
Das Leo Baeck Institute Year Book ist ein seit 1956 in englischer Sprache erscheinendes Jahrbuch, das im Auftrag des Leo Baeck Instituts seit 2009 bei der Oxford University Press in Oxford verlegt wird (zuvor bei Berghahn Books). Schwerpunkt ist die Veröffentlichung von Forschungsergebnissen zur jüdischen Geschichte und Kultur im deutschsprachigen Mitteleuropa, die u. a. die Bereiche Wirtschaft, Kultur, Soziales, Religion, Politik, und Antisemitismus abdecken.
Derzeitige Herausgeber sind Cathy S. Gelbin (University of Manchester), David Rechter (Oxford University) und Daniel Wildmann (Leo Baeck Institute London).
Jährlich wird auch der Leo Baeck Institute Year Book Essay Prize an Nachwuchswissenschaftler vergeben, die zu diesem Forschungsbereich arbeiten. Preisträger waren u. a. Susanne Hillman (2014) und Nick Block (2015).